# Сингас, Мэдлин
Мэ́длин Си́нгас (англ. Madeline Singas; род. Массачусетс, США) — американский адвокат и государственный служащий, прокурор округа Нассо (Нью-Йорк). Член Демократической партии. Первая гречанка и вторая женщина, занявшая пост высокопоставленного сотрудника правоохранительных органов округа Нассо.

## Биография
Родилась в Массачусетсе в греческой семье. Её родители родом из Северного Эпира. Отец Мэдлин в 1955 году иммигрировал в США, после чего вернулся в Грецию, где женился, и в 1961 году вместе с супругой окончательно переехал в США. Когда Мэдлин было шесть лет, семья переехала в Асторию (Куинс, Нью-Йорк), где её отец открыл несколько пиццерий «Singas Famous Pizza». Имеет сестру Эффи, врача по образованию.
Выросла в Астории, где посещала греческую школу Св. Димитрия. Вся семья Сингас активно участвовала в жизни местной греческой общины и церкви.
Окончила Бронкскую среднюю школу естественных наук.
Получила степени бакалавра гуманитарных наук в Барнард-колледже Колумбийского университета и доктора юриспруденции в Школе права Фордемского университета.
Занимала пост помощника окружного прокурора в Куинсе, работала в Бюро по борьбе с бытовым насилием, а также главным помощником прокурора округа Нассо.
В мае 2018 года, на фоне обвинений генерального прокурора Нью-Йорка Эрика Шнейдермана в сексуальных домогательствах, губернатор Эндрю Куомо назначил Сингас специальным прокурором для расследования подобных заявлений, а также любых фактов, «позволяющих предположить, что сотрудники генерального прокурора могли привлекаться для содействия предполагаемым оскорбительным любовным связям».
Владеет греческим языком.

## Личная жизнь
Замужем, в браке имеет двоих детей-близнецов.
Активный член греческой общины США.